# 盛朝輔
盛朝輔，號翼卿，贵州思南人，清朝官员，同進士出身。

## 生平
道光十二年（1832年）清宣宗五旬壬辰恩科進士，三甲五十九名，后官福建同安縣知縣。
道光二十八年署崇慶州知州